# Indianapolis 500 2007
Indianapolis 500 2007 – 91. edycja wyścigu rozegranego na torze Indianapolis Motor Speedway odbyła się 27 maja 2007 roku w ramach serii IndyCar. Udział w nim wzięło 33 kierowców z 10 krajów.

## Ustawienie na starcie
| Linia | Wewnątrz | Wewnątrz              | Na środku | Na środku           | Na zewnątrz | Na zewnątrz      |
| ----- | -------- | --------------------- | --------- | ------------------- | ----------- | ---------------- |
| 1     | 3        | Hélio Castroneves (W) | 11        | Tony Kanaan         | 27          | Dario Franchitti |
| 2     | 9        | Scott Dixon           | 6         | Sam Hornish Jr. (W) | 10          | Dan Wheldon (W)  |
| 3     | 12       | Ryan Briscoe          | 7         | Danica Patrick      | 26          | Marco Andretti   |
| 4     | 2        | Tomas Scheckter       | 39        | Michael Andretti    | 8           | Scott Sharp      |
| 5     | 17       | Jeff Simmons          | 20        | Ed Carpenter        | 14          | Darren Manning   |
| 6     | 15       | Buddy Rice (W)        | 55        | Kōsuke Matsuura     | 22          | A.J. Foyt IV     |
| 7     | 4        | Vítor Meira           | 02        | Davey Hamilton      | 5           | Sarah Fisher     |
| 8     | 99       | Buddy Lazier (W)      | 24        | Roger Yasukawa      | 33          | John Andretti    |
| 9     | 50       | Al Unser Jr. (W)      | 98        | Alex Barron         | 19          | Jon Herb         |
| 10    | 21       | Jaques Lazier         | 23        | Milka Duno (R)      | 25          | Marty Roth       |
| 11    | 77       | Roberto Moreno        | 91        | Richie Hearn        | 31          | Phil Giebler (R) |

- (W) = wygrał w przeszłości Indianapolis 500
- (R) = pierwszy start w Indianapolis 500

Nie zakwalifikowali się:

#40  P.J. Jones

#18  Jimmy Kite

## Wyścig
Wyścig był zaplanowany na 200 okrążeń, jednak z powodu opadów deszczu po 113 okrążeniach został przerwany na 3 godziny. W tym czasie tor wysechł i zawodnicy powrócili do rywalizacji. Jednak niedługo po restarcie deszcz powrócił i wyścig ostatecznie został zakończony po 166 okrążeniach.
| P                                               | Start                           | Nr                              | Kierowca                        | N                               | Okrążeń                         | NP                                                          | Czas/Powód wycofania                                        | Zespół                                                      | Punkty                                                      |
| ----------------------------------------------- | ------------------------------- | ------------------------------- | ------------------------------- | ------------------------------- | ------------------------------- | ----------------------------------------------------------- | ----------------------------------------------------------- | ----------------------------------------------------------- | ----------------------------------------------------------- |
| 1                                               | 3                               | 27                              | Dario Franchitti                | D                               | 166                             | 34                                                          | 2:44:03.5608                                                | Andretti Green Racing                                       | 50                                                          |
| 2                                               | 4                               | 9                               | Scott Dixon                     | D                               | 166                             | 11                                                          | +0.3610                                                     | Chip Ganassi Racing                                         | 40                                                          |
| 3                                               | 1                               | 3                               | Hélio Castroneves               | D                               | 166                             | 19                                                          | +1.8485                                                     | Penske Racing                                               | 35                                                          |
| 4                                               | 5                               | 6                               | Sam Hornish Jr.                 | D                               | 166                             | 2                                                           | +4.6324                                                     | Penske Racing                                               | 32                                                          |
| 5                                               | 7                               | 12                              | Ryan Briscoe                    | D                               | 166                             | 0                                                           | +5.2109                                                     | Luczo-Dragon Racing                                         | 30                                                          |
| 6                                               | 12                              | 8                               | Scott Sharp                     | D                               | 166                             | 0                                                           | +9.3470                                                     | Rahal Letterman Racing                                      | 28                                                          |
| 7                                               | 10                              | 2                               | Tomas Scheckter                 | D                               | 166                             | 0                                                           | +11.3823                                                    | Vision Racing                                               | 26                                                          |
| 8                                               | 8                               | 7                               | Danica Patrick                  | D                               | 166                             | 0                                                           | +12.1789                                                    | Andretti Green Racing                                       | 24                                                          |
| 9                                               | 20                              | 02                              | Davey Hamilton                  | D                               | 166                             | 0                                                           | +15.4116                                                    | Vision Racing                                               | 22                                                          |
| 10                                              | 19                              | 4                               | Vítor Meira                     | D                               | 166                             | 0                                                           | +17.6991                                                    | Panther Racing                                              | 20                                                          |
| 11                                              | 13                              | 17                              | Jeff Simmons                    | D                               | 166                             | 1                                                           | +19.7119                                                    | Rahal Letterman Racing                                      | 19                                                          |
| 12                                              | 2                               | 11                              | Tony Kanaan                     | D                               | 166                             | 83                                                          | +21.4339                                                    | Andretti Green Racing                                       | 18+3                                                        |
| 13                                              | 11                              | 39                              | Michael Andretti                | D                               | 166                             | 1                                                           | +35.1235                                                    | Andretti Green Racing                                       | 17                                                          |
| 14                                              | 18                              | 22                              | A.J. Foyt IV                    | D                               | 165                             | 0                                                           | +1 okrążenie                                                | Vision Racing                                               | 16                                                          |
| 15                                              | 26                              | 98                              | Alex Barron                     | D                               | 165                             | 0                                                           | +1 okrążenie                                                | CURB/Agajanian/Beck Motorsports                             | 15                                                          |
| 16                                              | 17                              | 55                              | Kōsuke Matsuura                 | D                               | 165                             | 0                                                           | +1 okrążenie                                                | Panther Racing                                              | 14                                                          |
| 17                                              | 14                              | 20                              | Ed Carpenter                    | D                               | 164                             | 0                                                           | Wypadek                                                     | Vision Racing                                               | 13                                                          |
| 18                                              | 21                              | 5                               | Sarah Fisher                    | D                               | 164                             | 0                                                           | +2 okrążenia                                                | Dreyer & Reinbold Racing                                    | 12                                                          |
| 19                                              | 22                              | 99                              | Buddy Lazier                    | D                               | 164                             | 0                                                           | +2 okrążenia                                                | Sam Schmidt Motorsports                                     | 12                                                          |
| 20                                              | 15                              | 14                              | Darren Manning                  | D                               | 164                             | 0                                                           | +2 okrążenia                                                | A.J. Foyt Enterprises                                       | 12                                                          |
| 21                                              | 23                              | 24                              | Roger Yasukawa                  | D                               | 164                             | 0                                                           | +2 okrążenia                                                | Dreyer & Reinbold Racing                                    | 12                                                          |
| 22                                              | 6                               | 10                              | Dan Wheldon                     | D                               | 163                             | 0                                                           | Wypadek                                                     | Chip Ganassi Racing                                         | 12                                                          |
| 23                                              | 32                              | 91                              | Richie Hearn                    | D                               | 163                             | 0                                                           | +3 okrążenia                                                | Hemelgarn Racing/Racing Professionals                       | 12                                                          |
| 24                                              | 9                               | 26                              | Marco Andretti                  | D                               | 162                             | 13                                                          | Wypadek                                                     | Andretti Green Racing                                       | 12                                                          |
| 25                                              | 16                              | 15                              | Buddy Rice                      | D                               | 162                             | 0                                                           | Wypadek                                                     | Dreyer & Reinbold Racing                                    | 10                                                          |
| 26                                              | 25                              | 50                              | Al Unser Jr.                    | D                               | 161                             | 0                                                           | +5 okrążeń                                                  | A.J. Foyt Enterprises                                       | 10                                                          |
| 27                                              | 28                              | 21                              | Jaques Lazier                   | P                               | 155                             | 2                                                           | Wypadek                                                     | Playa Del Racing                                            | 10                                                          |
| 28                                              | 30                              | 25                              | Marty Roth                      | D                               | 148                             | 0                                                           | Wypadek                                                     | Roth Racing                                                 | 10                                                          |
| 29                                              | 33                              | 31                              | Phil Giebler (R)                | P                               | 106                             | 0                                                           | Wypadek                                                     | Playa Del Racing                                            | 10                                                          |
| 30                                              | 24                              | 33                              | John Andretti                   | D                               | 95                              | 0                                                           | Wypadek                                                     | Panther Racing                                              | 10                                                          |
| 31                                              | 29                              | 23                              | Milka Duno (R)                  | D                               | 65                              | 0                                                           | Wypadek                                                     | SAMAX Motorsport                                            | 10                                                          |
| 32                                              | 27                              | 19                              | Jon Herb                        | D                               | 51                              | 0                                                           | Wypadek                                                     | Racing Professionals                                        | 10                                                          |
| 33                                              | 31                              | 77                              | Roberto Moreno                  | P                               | 36                              | 0                                                           | Wypadek                                                     | Chastain Motorsports                                        | 10                                                          |
| P                                               | Start                           | Nr                              | Kierowca                        | N                               | Okrążeń                         | NP                                                          | Czas/Powód wycofania                                        | Zespół                                                      | Punkty                                                      |
| Zmiany na prowadzeniu: 23 pomiędzy 9 kierowcami |                                 |                                 |                                 |                                 |                                 |                                                             |                                                             |                                                             |                                                             |
| Neutralizacje: 11 (55 okrążeń)                  |                                 |                                 |                                 |                                 |                                 |                                                             |                                                             |                                                             |                                                             |
| *N Nadwozia: D=Dallara, P=Panoz                 | *N Nadwozia: D=Dallara, P=Panoz | *N Nadwozia: D=Dallara, P=Panoz | *N Nadwozia: D=Dallara, P=Panoz | *N Nadwozia: D=Dallara, P=Panoz | *N Nadwozia: D=Dallara, P=Panoz | Wszystkie samochody używały silników Hondy i opon Firestone | Wszystkie samochody używały silników Hondy i opon Firestone | Wszystkie samochody używały silników Hondy i opon Firestone | Wszystkie samochody używały silników Hondy i opon Firestone |
| *NP – liczba okrążeń na prowadzeniu             |                                 |                                 |                                 |                                 |                                 |                                                             |                                                             |                                                             |                                                             |